# Жак Йонгелінк
Жак Йонгелінк (фр. Jacques Jonghelinck 21 жовтня, 1530, Антверпен — 31 травня, 1606, Антверпен), скульптор і медальєр з Південних Нідерландів доби маньєризму і раннього бароко. Працював у Фландрії, Італії і Іспанії.

## Життєпис
Народився в місті Антверпен. Його батько працював на монетному дворі. Батьки — Петер Йонгелінк та Анна Грамайе. В родині був ще молодший син Ніколас Йонгелінк.
Первісні художні навички здобув під керівництвом батька. Створив подорож до Італії, де удосконалював майстерність під керівництвом скульптора Леоне Леоні в місті Мілан в період 1552—1553 рр. Ймовірно 1553 року повернувся до Нідерландів.
Серед перших значних замов 1558 р.- облаштування надгробка Карла Сміливого, керівництво роботами і золочення фігури. Справа золочення в ті часи була небезпечною, позаяк використовували розчин золота у ртуті. Під час золочення три помічники отруїлися і померли, а дехто став інвалідом. Отруєння парою ртуті мав і Йонгелінк. З 1559 року його узяла на службу тітка іспанського короля Маргарита Пармська, першим радником котрої був Гранвелла.

## Шлюб
Як скульптор і ливарник, що закінчив навчання і створив освітню подорож, мав право на шлюб. Узяв шлюб із пані Францискою ван дер Югт. Подружжя перебралось на житло у місто Брюссель, де придбали власний будинок 1561 року. В родині було двоє дітей — Каспар та Анна.

## Перший впливовий покровитель
Будинок родини був розташований неподалік від казарми стрільців Ізабелли та палацу священика Антуана Гранвелли, майбітнього кардинала. Гранвелла прознав про майстра, що стажувався в Мілані і запросив його до себе на службу. Жак Йонгелінк отримав впливового покровителя і облаштував в садибі Гранвелли власну майстерню.

## Зрілі роки
Мав авторитет в зрілі роки. Про майстра знав король Швеції Ерик XIV і запросив скульптора на працю у Стокгольм. Йонгелінк ввічливо відмовився, бо мав намір створити власну кар'єру на батьківщині. Надії здійснилися і він тримав замову на створення садово-паркових скульптур в старовинному палацовому комплескі на Холодній горі (палацово-парковий ансамбль Куленбург). Для палацового саду Йонгелінк створив скульптури Купідона, Нептуна, Бахуса верхи на бочці з вином і алегоричні скульптури «Сім планет» (до 1570 р.)

## Праця на монетному дворі в Антверпені
В Антверпені помер контролер монетного двору, що був конкурентом Жака Йонгелінка. Його запросили на працю в монетний двір і він повернувся до Антверпена (грудень 1572 року). Посада на монетному дворі увірвала його працю як скульптора. Родина оселилась в Антверпені в домі, відомому як Йонгелінкгоф (двір Йонгелінка). Нове помешкання родини прикрасили декором, що створив скульптор Корнеліс де Врінд (1514—1575).

## Монумент герцогу Альба з алегорією (Знищення єресі)

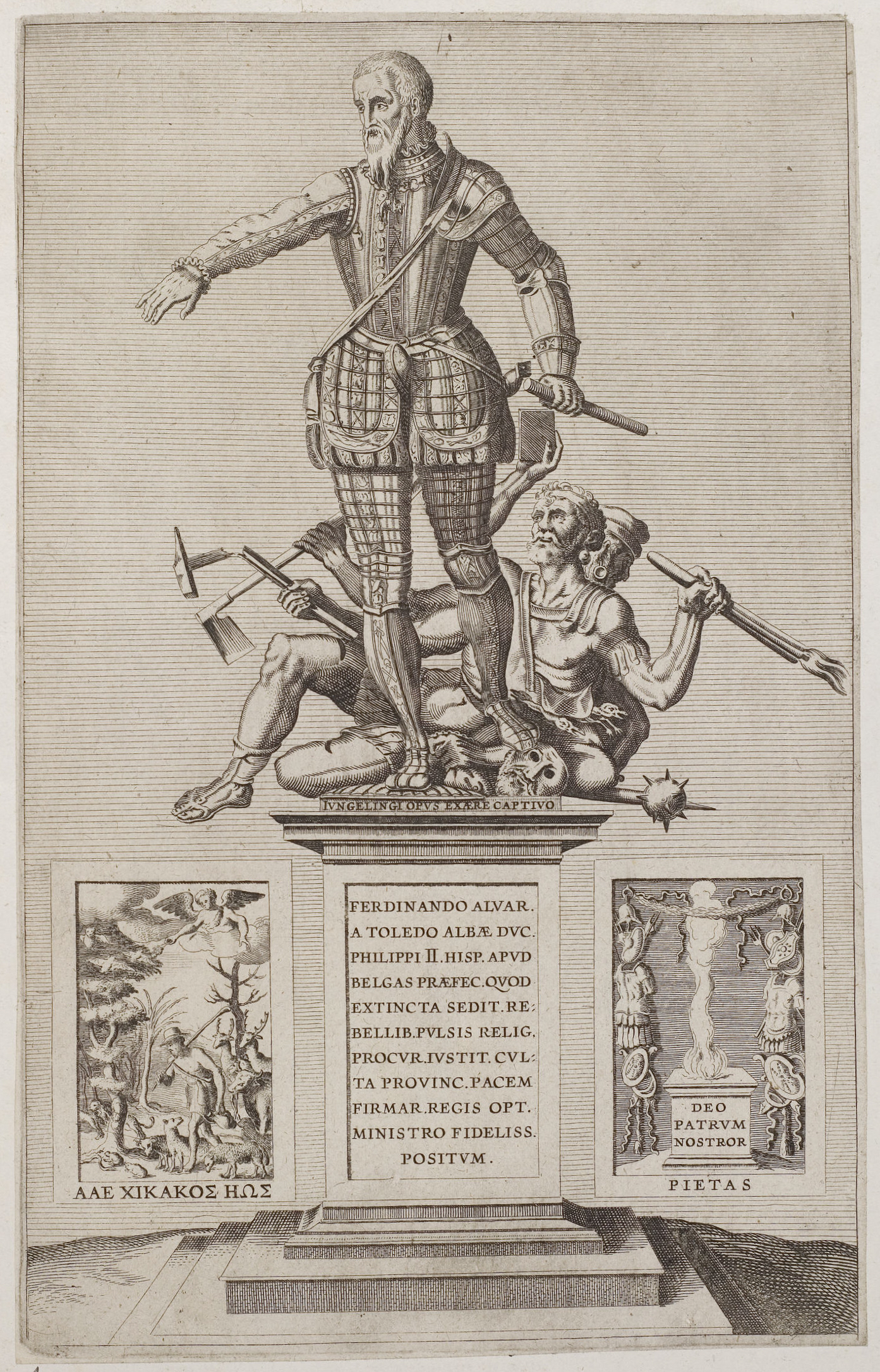
Монумент герцогу Альба з алегорією

Не секрет, що італійські митці доби Відродження обслуговували князівські двори, володарі котрих відрізнялись жостокістю і злочинами. Майстри нової стилістики маньєризму і бароко були вимушені також обслуговувати реакціонерів з королівських і князівських родин.
Герцог Альба прибув у Нідерланди з завданням короля Іспанії придушити повстання потестантів в Південних Нідерландах. Про несамовиту жорстокість герцога знали і з країни емігрувало близько 100000 осіб, бо розпочалися убивства, спалення живцем на вогнищі і конфіскації майна на користь іспанського короля… Каральна операція в самому Антверпені мала наслідком убивство 2500 мешканців міста і пожежу в мирний період.
Аби увічнити перемогу над покараним містом, герцог Альба замовив власний монумент, котрий під примусом створив Жак Йонгелінк. Герцог у повний зріст стояв біля поваленої алегоричної фігури Єресі з двома потворними обличчями. Неприпустима пишніть момумента була такою, що на це зреагував навіть іспанський король Філіп ІІ, підозрілий і не дозволявший помітного підвищення авторитету власних підлеглих. За наказом короля монумент герцогу був зруйнований. Це не перешкодило нагородити герцога значною грошовою сумою…

## Смерть і поховання
Жак Йонгелінк помер у 1606 році. Поховання відбулося в склепі церкві Св. Андрія в Антверпені, де були поховані і його батьки.

## Вибрані твори

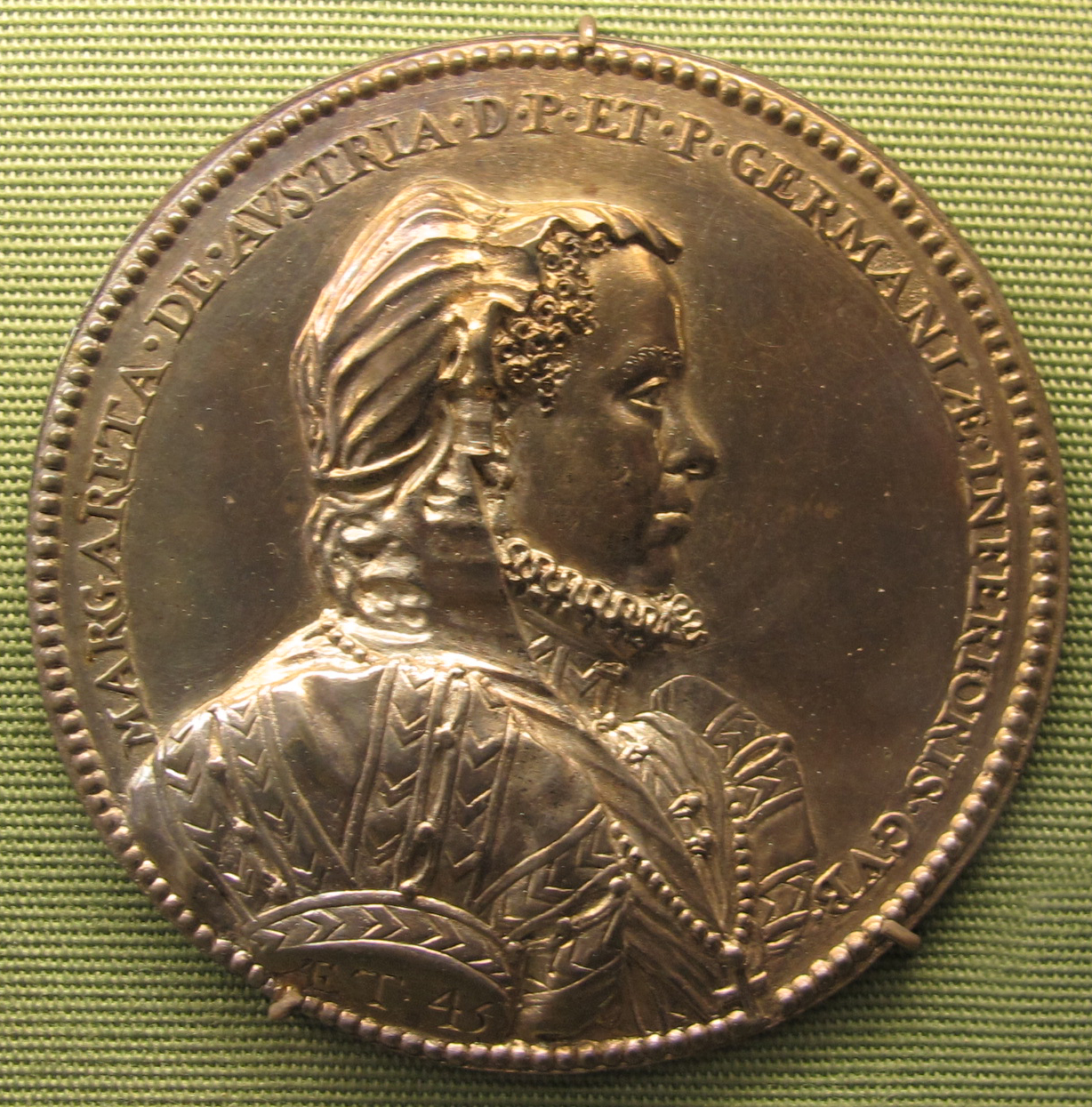
Мартен де Вос (дизайн-малюнок). Жак Йонгелінк медальєр. Принцеса «Маргарита Пармська», намісниця короля Філіпа ІІ у Нівденних Нідерландах, 1556 р.

- Надгробок Карла Сміливого, 1557 р., бронза, золочення, чорний мармур Брюгге, церква Борородиці
- Медаль, принцеса «Маргарита Пармська», намісниця короля Філіпа ІІ у Нівденних Нідерландах, 1556 р.
- Медаль, «Кардинал Гранвелла», 1555 р., Палац витончених мистецтв (Лілль), Франція
- Медаль, «Філіп де Монморансі, граф Горн», 1566 р., Державний музей (Амстердам)
- Медаль, «Вігіліус Зюйкем», 1568 р. Палац витончених мистецтв (Лілль), Франція
- скульптура «Купідон» (втрачена)
- скульптура «Нептун» (втрачена)
- Алегоричні скульптури «Сім планет», Королівський палац (Мадрид)
- Погруддя герцога Альба, 1571 р., Колекція Фріка, США
- Король Філіп ІІ, погруддя, 1571 р., Національний музей Прадо
- «Покарання мешканців Антверпена іспанцями 1577 р.», плакета, бл. 1580 р., Музей Вікторії й Альберта
- «Бахус верхи на діжці вина», фонтанна скульптура, Аранхуес, парк біля палацу
- Монумент герцогу Альба у Антверпені з алегорією (Знищення єресі)

## Галерея обраних творів

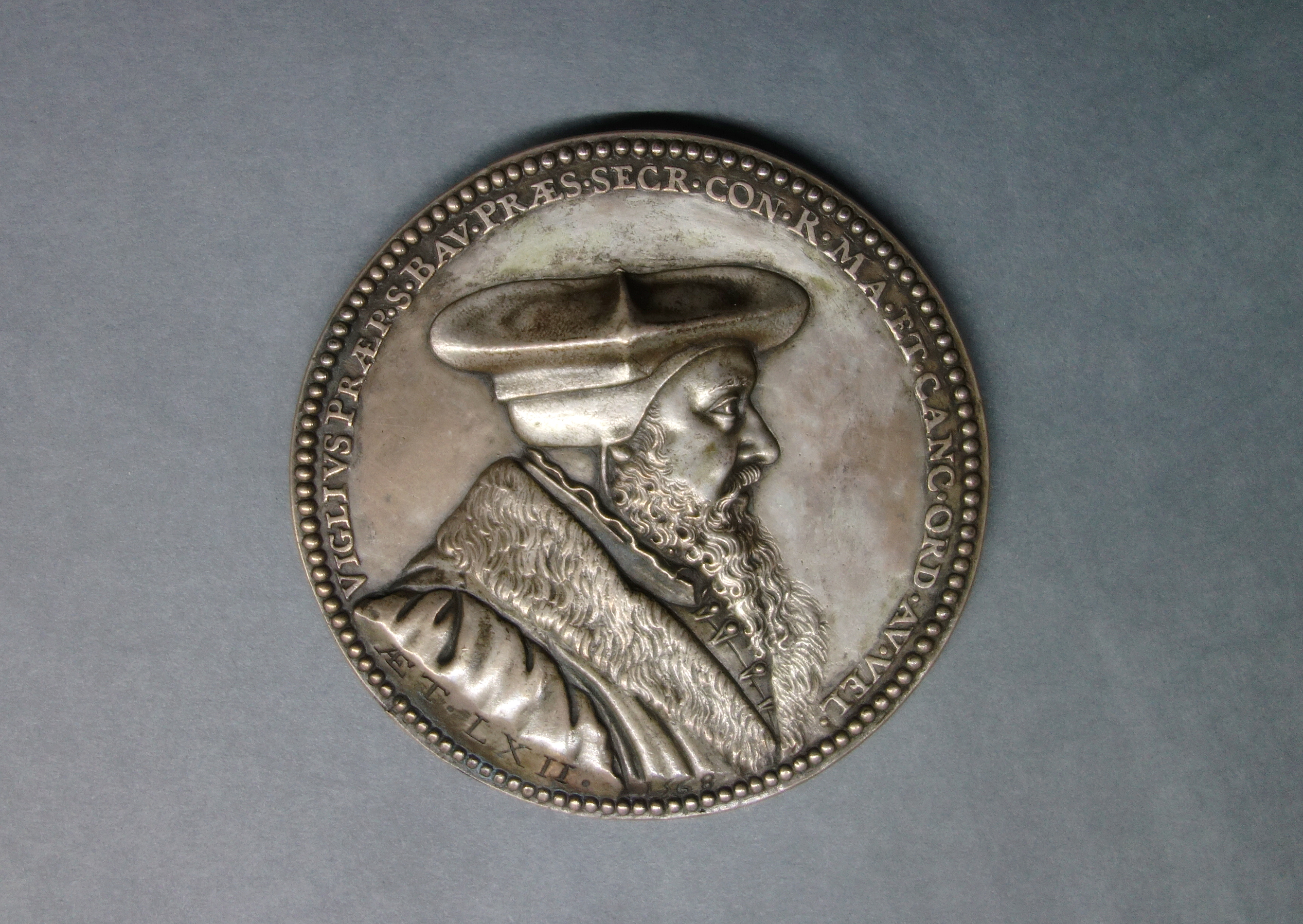
«Вігіліус Зюйкем», 1568 р. Палац витончених мистецтв (Лілль), Франція
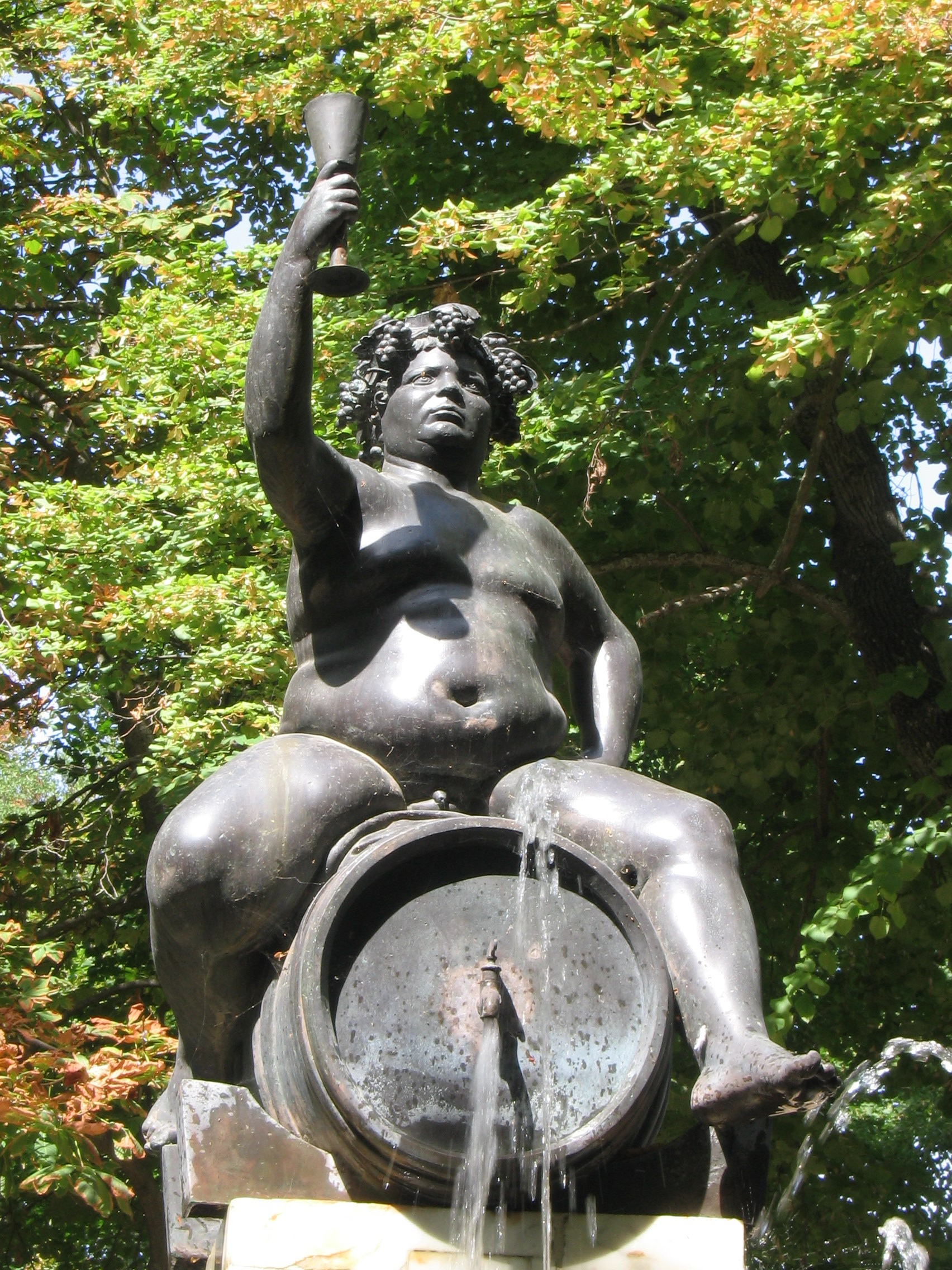
«Бахус верхи на діжці вина», фонтанна скульптура, Аранхуес, парк біля палацу
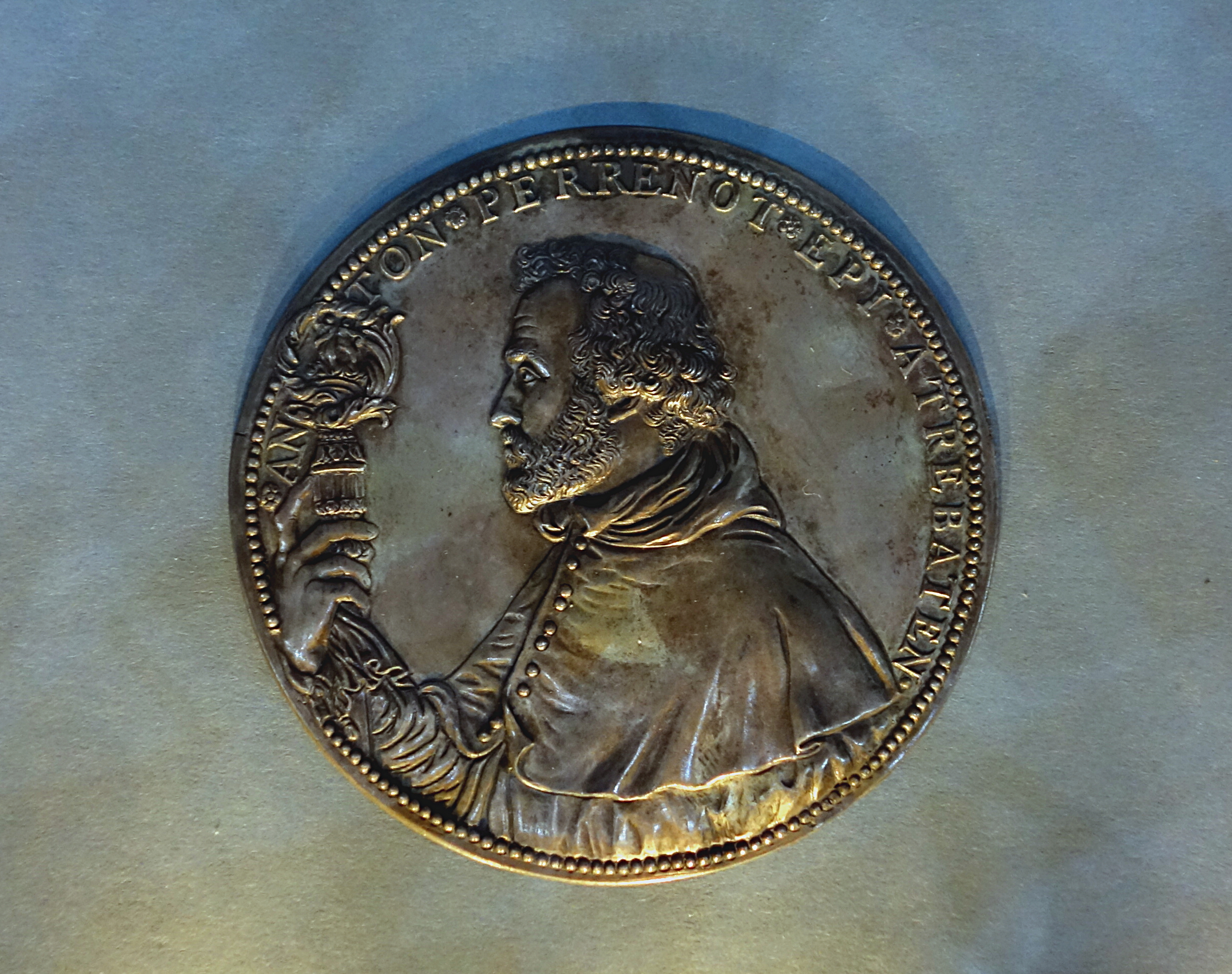
Медаль, «Кардинал Гранвела», 1555 р., Палац витончених мистецтв (Лілль), Франція